# Mikołaj Tomaszewicz
Mikołaj Tomaszewicz (ur. 1889, zm. 1941) – polski szachista i działacz szachowy.
Pierwszy mistrz Polski w korespondencyjnej grze w szachy (1936).
Wraz z Klemensem Kullą z Torunia i Franciszkiem Konarkowskim z Inowrocławia założył w Toruniu 3 października 1937 roku Pomorski Okręgowy Związek Szachowy.